# Tour de France 2026
Tour de France 2026 bliver den 113. udgave af cykelløbet Tour de France. Etapeløbet begynder den 4. juli 2026 med et holdløb i Barcelona. Løbets 21. og sidste etape er søndag den 26. juli med traditionel afslutning på Avenue des Champs-Élysées i centrum af Paris.

## Grand Départ
Løbets Grand Départ blev offentliggjort af ASO i juni 2024, da Barcelona og det spanske område Catalonien blev udpeget som værter. Barcelona bliver det sydligste punkt hvor Tour de France nogensinde er startet. De første to etaper vil foregå i Catalonien og begge have mål på bakken Montjuïc, mens løbets tredje etape også vil starte i Spanien, men vil have mål i Frankrig. Det bliver fjerde gang på fem år at cykelløbet starter uden for Frankrig, hvor det i 2025 begyndte i hjemlandet. Ved 2023-udgaven var spanske Bilbao startby, og i 2026 bliver det tredje gang at det franske løb har start i Spanien.

## Etaperne
| Etape    | Dato     | Start – Mål           | type              | Afstand (km) | Etapevinder | Førende rytter |
| -------- | -------- | --------------------- | ----------------- | ------------ | ----------- | -------------- |
| 1. etape | 4. jul.  | Barcelona – Barcelona | holdtidskørsel    | 19,7         |             |                |
| 2. etape | 5. jul.  | Tarragona – Barcelona | middel bjergetape | 178,4        |             |                |
| 3. etape | 6. jul.  | Granollers – TBA      |                   |              |             |                |
| 4. etape | 7. jul.  | TBA – TBA             |                   |              |             |                |
| 5. etape | 8. jul.  | TBA – TBA             |                   |              |             |                |
| 6. etape | 9. jul.  | TBA – TBA             |                   |              |             |                |
| 7. etape | 10. jul. | TBA – TBA             |                   |              |             |                |
| 8. etape | 11. jul. | TBA – TBA             |                   |              |             |                |